# Arbeitsgemeinschaft Tropenpädiatrie
Die Gesellschaft für Tropenpädiatrie und Internationale Kindergesundheit (GTP) e.V. wurde 1983 als Arbeitsgruppe der Deutschen Gesellschaft für Kinder- und Jugendmedizin gegründet und ist seit 2003 ein eingetragener gemeinnütziger Verein. Der ursprüngliche Name – Arbeitsgemeinschaft für Tropenpädiatrie (ATP) – wurde 2015 geändert, um den Fokus der Fachgesellschaft – kindergesundheitliche Themen über das Gebiet der Tropenmedizin hinaus – besser widerzuspiegeln.
Die Arbeitsgemeinschaft engagiert sich sowohl durch wissenschaftliche als auch durch praktisch-klinische Arbeit im Bereich tropenpädiatrische Probleme und internationale Kindergesundheit. Kooperationspartner sind unter anderem die Deutsche Gesellschaft für Kinderheilkunde, das Deutsche Institut für Ärztliche Mission, das Forum für internationale Gesundheit und das Missionsärztliche Institut Würzburg. Die Jahrestagungen mit mehreren hundert Teilnehmern und Referenten u. a. von der Weltgesundheitsorganisation, der Gesellschaft für Technische Zusammenarbeit und dem Bernhard-Nocht-Institut wenden sich an Fachpublikum. Sie wurden wiederholt von der Deutschen Forschungsgemeinschaft gefördert. Zu den Rednern gehörten etwa Andreas Buro und Uschi Eid. Die Arbeitsgemeinschaft bietet Kurse für Ärzte und Fachkräfte im Gesundheitswesen zur Pädiatrie in den Tropen an, bei denen u. a. der Direktor von Ärzte der Welt Deutschland referierte. Mitglieder der Arbeitsgemeinschaft treten etwa auf Fachkongressen auf, tragen Beiträge zu Fachbüchern bei und nahmen an dem vom Auswärtigen Amt veranstalteten Forum Globale Fragen zum Thema „Global Health“ teil.

## Geschichte
Die Arbeitsgemeinschaft ging 1989 aus der Rahmen der Anfang der 1980er gegründeten Kommission „Pädiatrie in der Dritten Welt“ der Deutschen Gesellschaft für Kinder- und Jugendmedizin hervor. Seit 2003 ist sie ein eingetragener, gemeinnütziger Verein. Sitz ist in Ahlen.

## Ziele
- Verbesserung der Kindergesundheit in ressourcenarmen Ländern
- Aus- und Fortbildung im Bereich der Tropenpädiatrie und Internationalen Kindergesundheit
- Forschung im Bereich der Tropenpädiatrie und Internationalen Kindergesundheit
- Pflege eines Netzwerks von Kinderärzten, die sich für die Qualität der präventiven und kurativen pädiatrischen Versorgung in ressourcenarmen Ländern einsetzen
- Vermittlung von Ansprech- und Kompetenzpartnern für Tropenpädiatrie und Internationale Kindergesundheit für andere Gesellschaften und Entsendeorganisationen in Deutschland und international

## Else Kröner-Fresenius-Preis für Medizinische Entwicklungszusammenarbeit 2016
2016 wurde der GTP der mit 100.000 Euro dotierte Else Kröner-Fresenius-Preis für Medizinische Entwicklungszusammenarbeit verliehen. Die Else Kröner-Fresenius-Stiftung hatte das GTP-Projekt „Pädiatrische Facharztausbildung in Tansania: Nachhaltige Senkung der Kindersterblichkeit durch qualifiziertes Gesundheitspersonal“ unter 160 eingereichten Bewerbungen ausgewählt und zeichnete dieses für seine beispielhafte Konzeption, seine Nachhaltigkeit und seine Bedeutung für die Gesundheitsversorgung von Kindern und Jugendlichen in Tansania aus. Die Laudatio hielt Auma Obama, eine Schwester des US-Präsidenten Barack Obama.
2006 initiierte Christian Schmidt während seiner Tätigkeit am Bugando Medical Center, Catholic University of Health and Allied Sciences in Mwanza/Tansania eine dreijährige pädiatrische Facharztweiterbildung. Zusammen mit anderen GTP-Mitgliedern wurde ein praxisnahes Curriculum entwickelt, welches im gleichen Jahr von der Universität und den staatlichen Behörden genehmigt wurde. Zu jener Zeit gab es für über 17 Millionen Kinder im ganzen Land nur 56 Kinderärzte/-innen; eine gebührenpflichtige akademische Facharztausbildung (Master of Medicine) war bisher nur an zwei anderen Universitäten (Moshi und Daressalaam) möglich gewesen. Bis 2016 konnten mehr als 25 Kinderärztinnen und Kinderärzte ausgebildet werden, die alle im Land tätig sind. Am Bugando Medical Center selbst sind 11 dort ausgebildete Kinderärzte tätig. Somit konnte mittels dieses Programms effektiv dem Brain Drain, der Talentabwanderung entgegengewirkt werden. Inzwischen ist die Leitung in tansanische Hände übergegangen; die GTP unterstützt die pädiatrische Weiterbildung mit Dozenten aus Deutschland unterstützen. Die Ausweitung der Facharztweiterbildung auf die Universität von Dodoma ist nach dem Vorbild Mwanzas konzipiert, bereits akkreditiert und wird ebenso von deutschen Dozenten aus dem Kreis der GTP unterstützt werden. Vermehrt sollen Dozenten aus anderen Universitäten Tansanias und der Nachbarländer Kenia, Malawi und Uganda einbezogen werden.

## Stiftungsprofessur für Globale Kindergesundheit
2017 wurde auf Initiative der GTP an der Universität zu Witten-Herdecke die in Deutschland erste Professur für globale Kindergesundheit ausgeschrieben. Die Stiftungsprofessur war ursprünglich auf drei Jahre ausgeschrieben und hat sich folgende Ziele gesetzt: Etablierung wissenschaftlicher Arbeit im Themengebiet der globalen Kindergesundheit, welche über die Forschung an einzelnen Krankheitsbildern hinausgeht und die Thematik ganzheitlich erfasst, Bündelung der im Land bereits vorhandenen Expertise an einer universitären Einrichtung und Kollaboration mit Partnerinstituten, Erstellung und Erweiterung von Curricula zum oder mit dem Thema der globalen Kindergesundheit, Aus- und Weiterbildung von Studierenden (Master, PhD), Entwicklung von E-Learning Modulen.
Ferner ist das Ziel die Vernetzung von Interessengruppen (studentische Initiativen, Facharbeitsgruppen, individuelle Personen etc.) in der Zusammenarbeit zum Thema globale Kindergesundheit und die Planung und Durchführung von internationalen Forschungsprojekten sowie die Erstellung und Durchführung von Kursen zur Vorbereitung von medizinischem Fachpersonal für Auslandseinsätze. Nicht zuletzt soll der internationale Wissensaustausches zum Thema globale Kindergesundheit in Form von fachlichen Arbeitseinsätzen im Ausland für deutsche und internationale medizinische Fachkräfte gefördert und Politik und Öffentlichkeit zum Thema globale Kindergesundheit, Migranten- und Flüchtlingsmedizin informiert werden. Für die Finanzierung konnte die Friede-Springer-Stiftung gewonnen werden.
Im Oktober 2017 wurde Ralf Weigel für nunmehr fünf Jahre berufen, um über Gesundheitsversorgung und das ganzheitliche Wohlergehen von Kindern zu forschen und zu lehren. „Der Zugang zu Gesundheitsversorgung ist über den ganzen Globus sehr ungleich verteilt, auch in einzelnen Ländern. Mein Hauptanliegen ist die Frage: Wie kann man das ändern?“, beschreibt er sein Arbeitsgebiet.
Seine Forschung will Weigel auf der Ebene der primären Gesundheitsversorgung ansiedeln, auf der fast immer der größte Bedarf besteht und die größte Armut herrscht. In vielen Ländern Afrikas sind es oft Community Health Workers, also angelernte Kräfte, die die Versorgung in den Dörfern übernehmen. Europa hat zwar mehr Ärzte, aber auch hier gibt es Defizite in der Versorgung. „Es gibt in allen Ländern Menschen, die benachteiligt sind, und oft sind es auch deren Kinder, die die alte Weisheit ‚arm sein macht krank‘ zu spüren bekommen“, so Weigel. Während seiner Facharztausbildung für Kinderheilkunde an der Charité Berlin arbeitete Weigel in der HIV-Kinderambulanz und absolvierte kurze Auslandsaufenthalte in Indien und Nigeria. 2002 ging er für acht Jahre nach Malawi, wo ärztlich, aber auch als Berater des malawischen Gesundheitsministeriums tätig war. Vor der Berufung nach Herdecke betreute er an der Liverpool School of Tropical Medicine Postgraduierten-Programme.

## Stiftung für internationale Kindergesundheit der DGKJ (vormals Hermann-Mai-Stiftung)
Die Hermann-Mai-Stiftung wurde 1983 aus dem Vermögen der Deutschen Gesellschaft für Kinder- und Jugendmedizin gegründet und wird vom Vorstand der ATP betreut. Die Stiftung unterstützt die Vorbereitung von Ärzten auf Tätigkeiten zur Förderung der Gesundheit von Kindern in der Dritten Welt, sowie Projekte, die der unmittelbaren Prophylaxe und Therapie häufiger Gesundheitsstörungen in armen Ländern und der Ausbildung einheimischer Ärzte und Gesundheitsarbeiter dienen. 2017 wurde die Stiftung in „Stiftung für internationale Kindergesundheit der DGKJ (vormals Hermann-Mai-Stiftung)“ umbenannt, nachdem Verstrickungen Hermann Mais während der Zeit des Nationalsozialismus bekannt wurden. In der Präambel heißt es jetzt: „Die DGKJ hat im Jahre 1983 eine Stiftung gegründet, die darauf abzielt, die Kindergesundheitspflege in Entwicklungsländern zu unterstützen. Sie hat diese Stiftung nach dem Kinderarzt Hermann Mai benannt, der auch nach seiner Emeritierung als Direktor der Universitätskinderklinik in Münster/Westf. zeitweise mit Albert Schweitzer in Lambarene/Gabun zusammen gearbeitet hat, und dem die Tropenpädiatrie ein besonderes Anliegen war. Im Jahr 2017 wurde die Stiftung umbenannt, nachdem neuere Untersuchungen gezeigt haben, dass Hermann Mai die NS-Ideologie aktiv unterstützt hat. Insbesondere die aktive Rolle Hermann Mais in Verfahren zur Zwangssterilisierung von Frauen und Männern muss als ärztliches Fehlverhalten gewertet und auch in Erinnerung gehalten werden.“